# Növénytársulástan
A növénytársulástan (fitocönológia) a vegetáció részletes jellemzésével (a növénytársulások és alegységeik elkülönítésével, leírásával) foglalkozó tudományág. Gyakran használ statisztikai módszereket. Részben oknyomozó jellegű, ezért az ökológiával rokon tudomány a növényföldrajz (fitogeográfia) és a társulástan (cönológia) határterületén.

## Kialakulása
A klasszikus növényföldrajz az alapvetően leíró jellegű florisztika volt; egyes szerzőknél a fiziognómiai növényföldrajz egyes elemeivel. A botanikusok felsorolták, hogy hol, milyen fajok fordulnak elő.
A növénytársulástant Alexander von Humboldt, a nagy német geográfus alapozta meg, aki a trópusokra utazva felismerte, hogy a növényzetben helyről helyre változó és a konkrét környezetre jellemző alapformák ismerhetők fel, mint például:
- fenyő,
- pálma,
- lombosfa,
- üstökösfa,
- …egyéb más formák.

Az alapformák tömeges megjelenése alapján írták le az úgynevezett növényformációkat, mint például:
- fenyvesek,
- pálmaligetek,
- lombhullató erdők,
- füves puszták
- …egyéb más formációk.

A növényformációk első összefoglaló leírását August Grisebach adta meg Vegetation der Erde (1877) című művében. Utódai azt próbálták meghatározni, milyen környezeti körülmények között élnek az egyes formációk. Az ökológiai növényföldrajz megalapozását Eugen Warmingnak és Andreas Schimpernek köszönhetjük. Ennek az irányzatnak utolsó nagy csúcsteljesítménye Heinrich Walter „Vegetation der Erde” című műve volt (1964).
Már a 19. század vége felé, a formációk leírása közben egyre inkább kiderült, hogy a növénytakaróról csak úgy kapunk megfelelő képet, ha az abban részt vevő fajok gyakoriságát is figyelembe vesszük. A flóraművekben a fajok neve mellett apránként megjelentek a fajok egyedeinek csoportosulási, azaz társulási képességeire, szociabilitására utaló jelölések (r. = rare, ritka; sp. = speciose, feltűnő; gr. = gregarie, csoportos; cop. = copiose, tömeges). Ezekből a kezdeményekből a növénytársulástan tudományát a 20. század elején egy konkrét gazdasági probléma megoldásának igénye hívta elő.
A 19/20. század fordulóján hirtelen egyre kevesebb tejet adtak a svájci havasi gyepeken legelő nyájak. Ennek okait kiderítendő megvizsgálták a gyepek füveit, és kimutatták, hogy a gyepek meghatározott fajú növények együttesei, ún. növényszövetkezetek; együttesük képet ad a termőhely állapotáról, azaz víz- és tápanyag-ellátottságáról stb. Azt is megállapították, hogy a legeltetés rontja a gyep fajösszetételét, és ettől csökken a tejhozam. Ezzel a növényszövetkezetek tanulmányozása gazdaságilag fontos tudományos tevékenység lett, ami egyenes úton vezetett a növényszövetkezetek kutatása, azaz a növényszociológia kialakulásához.

## Tudományos iskolái
1910-ben a Brüsszeli Botanikai Világkongresszus Flahault és Schröter előterjesztésére elfogadta az első növényföldrajzi nevezéktant, és ebben definiálták a növénytársulások alapegységét, az asszociációt. A növényszociológia első összefoglaló elméleti és módszertani alapvetése 1928-ban jelent meg (Josias Braun-Blanquet: „Pflanzen-soziologie”), megalapozva a növénytársulástan Zürich–Montpellier iskoláját. Az 1930-as és 1940-es években az erdő- és rétgazdálkodók szerte Európában felismerték, hogy a növényszociológia eredményei jelentősen javíthatják a termőhely adottságait, és hatékonyabbá tehetik a termelést. Az 1950-es és 1960-as években kidolgozták az erdő- és réttipológiai rendszereket, ökológiailag megalapozták az erdő- és rétgazdálkodást.
A növényi közösségek leírására az asszociáció fogalmára és a karakterfajok elméletére alapozó Zürich–Montpellier iskolájával szinte egy időben két másik, jelentős tudományos iskola is próbálkozott:
- az uppsalai iskola megalapozói Gustaf Einar Du Rietz, Aimo Kaarlo Cajander és Georgij Fjodorovics Morozov voltak, követői pedig főleg skandináv és orosz tudósok – az ő módszertani alapegységük az uralkodó fajokra épülő szociáció volt;
- Frederic Clements és John Ernest Weaver nyomán Észak-Amerikában a vegetáció azonos helyen kialakuló fejlődési sorait, az ún. szérieszeket fogadták el alapegységeknek.

A három versengő irányvonal közül azért a Zürich–Montpellier iskola szemlélete bizonyult a legsikeresebbnek, mert egységei, az asszociációk a termőhelynek megbízható és jól térképezhető indikátorai. Állományaik kiterjedése többnyire megfelel az átlagosan használt üzemi térképek léptékének, de hierarchikus rendszere bármely léptékű térképhez alkalmazható, amint erről Európa húszéves munkával elkészült vegetációtérképe (Bohn et al. 2000: General Map of the Natural Vegetation of Europe) valamennyi részt vevő állam botanikusait meggyőzte. Ma a Zürich–Montpellier iskola szemléletét és módszereit valamennyi földrészen használják, bizonyos módszertani korrekciókkal még a trópusokon is.

## A társulások rendszere
A növénytársulásokat a növényekhez hasonlóan többszintű (hierarchikus) rendszertani egységekbe soroljuk:
- divízió (divisio) -ea végződéssel,
- osztály (classis) -etea  végződéssel,
- rend (ordo) -etalia végződéssel,
- csoport (alliance)  -ion végződéssel,
- alcsoport (suballiance) -enion végződéssel,
- társulás (associatio)
- altársulás (subassotiatio), -etosum végződéssel,
- fácies (facies) végződéssel, -osum végződéssel.

A társulás alatti rendszertani egységek közül az egyes altársulások között (a megkülönböztető fajok alapján) minőségi (kvalitatív) különbségek állapíthatók meg, a fáciesek különbözőségei viszont mennyiségi (kvantitatív) jellegűek.
A fácieshez hasonló tartalmú egység a konszociáció, csak ez nem az alsó, hanem mindig a legfelső szint mennyiségi különbségeit fejezi ki, tehát a konszociációknak sincs megkülönböztető faja. Ezt az egységet a leggyakrabban erdők jellemzésére használják, és a lombkoronaszint különbözőségeit fejezik ki vele. Ahogy más és más fafaj válik uralkodóvá, változik az erdő megjelenése. A tölgy-kőris-szil ligeterdők (Fraxino pannonicae-Ulmetum) közt például megkülönböztethetünk kocsányos tölgyes (Quercus robur), magyar kőrises (Fraxinus angustifolia ssp. pannonica), vénic-sziles (Ulmus laevis), mezei sziles (Ulmus minor) és fehér nyáras (Populus alba) konszociációkat. A konszociációk neveit ugyanúgy képezzük, mint a fáciesekét: -osum végződést illesztünk fafaj nemzetségnevéhez. A tölgy-kőris-szil ligeterdő fehér nyáras konszociációjának tudományos neve tehát Fraxino pannonicae–Ulmetum populosum albae.
A társuláson belüli legkisebb önálló alegység a szinúzium, az egy szinten élő, azonos életformájú és igényű fajok összessége, mint például az erdő aljnövényzetéből kiálló sziklán élő mohák.